# Ministrówka
Ministrówka – kolonia w Polsce położona w województwie lubelskim, w powiecie zamojskim, w gminie Miączyn.
W latach 1975–1998 miejscowość administracyjnie należała do województwa zamojskiego.
Kolonia jest sołectwem w gminie Miączyn. Według Narodowego Spisu Powszechnego z roku 2011 kolonia liczyła 128 mieszkańców.
Na terenie miejscowości poszukująca gaz łupkowy korporacja Chevron chciała dokonać odwiertów, które mogły narazić wody gruntowe na zanieczyszczenie. Z tego powodu Starostwo Powiatowe w Zamościu nie wydało na nie zgody.
Wierni Kościoła rzymskokatolickiego należą do parafii Parafia św. Michała Archanioła w Miączynie.